# 1891 في فرنسا
فيما يلي قوائم الأحداث التي وقعت خلال عام 1891 في فرنسا.

## كتب
من الكتب التي صدرت هذه السنة في فرنسا:
- 1 يناير – السيدة برانيكا من تأليف جول فيرن.

## مواليد

### يناير
- 1 يناير – سيمينا مورلا لينش رسامة و كاتبة تشيلية.
- 14 يناير – فيليكس غوتالس درّاج طريق فرنسي.

### مارس
- 14 يوليو – هنري مارسيل غوسان
- 29 مارس – إيفان جول شاعر ألماني.

### يوليو
- 14 يوليو – هنري مارسيل غوسان

### سبتمبر
- 2 سبتمبر – شارل أندري جوليان صحفي فرنسي.
- 25 سبتمبر – أونوريه بارتيليمي درّاج طريق فرنسي.

### أكتوبر
- 24 أكتوبر – بيير بيرتن ممثل فرنسي.

### نوفمبر
- 22 نوفمبر – ريمون ديكاري

### ديسمبر
- 30 ديسمبر – أنطوان بيناي سياسي فرنسي.

## وفيات

### يناير
- 3 يناير – فريديريك لو كلارك (مواليد 1810) طبيب فرنسي.
- 11 يناير – هوسمان (مواليد 1809)
- 16 يناير – ليو دليباس (مواليد 1836) ملحن فرنسي.

### فبراير
- 27 فبراير – فريديريك رايست (مواليد 1815)

### مارس
- 29 مارس – جورج سورا (مواليد 1859) رسام فرنسي.

### مايو
- 11 مايو – إدموند بيكيريل (مواليد 1820) فيزيائي فرنسي.

### سبتمبر
- 9 سبتمبر – جول كريفي (مواليد 1807)
- 21 سبتمبر – فيكتور جويرين (مواليد 1821)
- 30 سبتمبر – جورج إرنست بوولنجر (مواليد 1837)

### أكتوبر
- 3 أكتوبر – إدوارد لوكاس (مواليد 1842) رياضياتي فرنسي.

### نوفمبر
- 10 نوفمبر – آرثر رامبو (مواليد 1854)
- 18 نوفمبر – بينديكت بالنسا (مواليد 1825) عالم نبات فرنسي.